# الفسانه
الفسانه، روستایی از توابع بخش مرکزی شهرستان دلفان در استان لرستان ایران می‌باشد که در دامنه رشته کوه زاگرس واقع شده است.
مردم روستای الفسانه به کشاورزی و دامپروری مشغول می‌باشند.

## جمعیت
این روستا در دهستان خاوه جنوبی قرار دارد و براساس سرشماری مرکز آمار ایران در سال ۱۳۸۵، جمعیت آن ۶۳۲ نفر (۱۵۱خانوار) بوده‌است.